# Formiguer argentat
El formiguer argentat (Cercomacroides tyrannina) és una espècie d'ocell de la família dels tamnofílids (Thamnophilidae).

## Hàbitat i distribució
Habita el sotabosc de la selva pluvial i vegetació secundària de les terres baixes des del sud-est de Mèxic, fins Panamà, i des d'aquí fins l'oest de l'Equador, est i nord de Colòmbia, Veneçuela, les Guaianes i nord-est i nord-oest del Brasil.